# Bothrops venezuelensis
Bothrops venezuelensis là một loài rắn độc trong họ Rắn lục. Loài này được Sandner-Montilla mô tả khoa học đầu tiên năm 1952.
Đây là là loài đặc hữu của Nam Mỹ. 

## Độc tính
Chưa có nhiều thông tin về mức độ nguy hiểm của nọc độc đối với con người, nhưng nọc độc có thể gây chết người. Nọc độc của B. venezuelensis chứa chất tạo đông máu, có thể cũng có độc tố của cơ và các chất gây độc tế bào. 

## Phạm vi địa lý
Loài rắn này được tìm thấy ở Colombia và miền bắc Venezuela.
Địa phương điển hình là "'Boca de Tigre', Serranía de El Avila, Distrito Federal, Venezuela". 